# Giovanni Battista Bonzanigo
Giovanni Battista Bonzanigo (* 26. November 1769 in Bellinzona; † 23. März 1841 in Mailand) war ein Schweizer Anwalt, Politiker, Staatsrat und Landammann.

## Biografie
Giovanni Battista Bonzanigo war Sohn von Pietro und Marta, geborene Caratti. Er heiratete Marianna Venzi. Während der Helvetischen Republik als Politiker war er Mitglied der Verwaltungskammer des Kantons Bellinzona. Nach der Gründung des Kantons Tessin war er Richter des Appellationsgerichts, dann Mitglied des Grossen Rats (von 1813 bis 1815 und von 1821 bis 1830). 
Von 1825 bis 1835 sass er im Staatsrat, zuerst in der Regierung der Landammänner von 1825 bis 1830 und nach der Verfassungsreform von 1830 weitere fünf Jahre; dass er galt als gemässigter Politiker. Er amtete überdies als Stadtpräsident von Bellinzona: